# Carboxypeptidase
Pour les articles homonymes, voir CPA.
Les carboxypeptidases ou CPA (Classification EC : 3.4.16 → 3.4.18) sont des enzymes qui hydrolysent les polypeptides en enlevant un acide aminé à la fois, en commençant par l'extrémité du polypeptide qui possède un groupement carboxyle libre.
Chez l'homme elles sont d'origine pancréatique et intestinale présentes dans le duodénum
Forme globale de l'enzyme: forme globuleuse, ronde.

## Fonctions
Les premières carboxypeptidases étudiées étaient celles impliquées dans la digestion de la nourriture (les carboxypeptidases pancréatiques A1, A2 et B). Néanmoins, la plupart des carboxypeptidases connues ne sont pas impliquées dans le catabolisme ; elles aident les protéines à arriver à maturité (par exemple par des modifications post-traductionnelles) ou régulent des processus biologiques. Par exemple, la biosynthèse de peptides neuroendocriniens tels que l'insuline nécessite l'intervention d'une carboxypeptidase. Elles jouent également un rôle dans la coagulation du sang, dans la synthèse de l'hormone de croissance, dans la cicatrisation des plaies, dans la reproduction, et beaucoup d'autres processus biologiques.

## Classification

### Par mécanisme
Les carboxypeptidases sont généralement classées en plusieurs familles en fonction du mécanisme de leur site actif.
- Les enzymes qui utilisent un métal sont appelées "métallo-carboxypeptidases" (EC 3.4.17))
- Parmi les autres carboxypeptidases, celles dont le site actif est situé sur un résidu sérine sont appelées "carboxypeptidases sérine" (EC 3.4.16)
- Celles dont le site actif se trouve sur la cystéine sont appelées "carboxypeptidases cystéine" (ou "thiol-carboxypeptidases") (EC 3.4.18)

Ces noms ne se réfèrent pas à la sélectivité de l'acide aminé de coupure.

### Par substrat
Un autre classement possible est celui par substrat de préférence de l'enzyme. Dans ce système de classement, les carboxypeptidases qui ont une forte affinité pour les acides aminés aromatiques ou à chaîne latérale ramifiée sont appelées carboxypeptidase A (A pour aromatique/aliphatique). Celles qui coupent au niveau des acides aminés chargés positivement (arginine, lysine) sont appelées carboxypeptidase B (B pour basique).
Une métallo-carboypeptidase qui coupe le peptide N-acétyl-L-aspartyl-L-glutamate au niveau du C-terminal est appelée glutamate carboxypeptidase.
Une carboxypeptidase sérine qui coupe le résidu C-terminal de peptides juste après une proline est appelée prolyl carboxypeptidase.

## Activation
Certaines carboxypeptidases sont produites sous une forme inactive, ce précurseur est appelé procarboxypeptidase. Dans le cas de la carboxypeptidase A, d'origine pancréatique, la forme inactive zymogène est convertie en sa forme active par l'enzyme trypsine dans l'intestin. Ce mécanisme assure que les cellules qui produisent la carboxypeptidase ne soit pas elles-mêmes digérées.